# Fédération Internationale des Véhicules Anciens
Die Fédération Internationale des Véhicules Anciens (FIVA) ist der Weltverband der Oldtimer-Clubs. Die 1966 gegründete FIVA hat Stand Januar 2023 über 100 Mitgliedsorganisationen in über 75 Ländern. Die FIVA repräsentiert damit über 1,5 Millionen Oldtimerfreunde weltweit.
In Deutschland sind neben der ADAC Oldtimer-Sektion auch der Allgemeine Schnauferl-Club (ASC) sowie der Deutsche Automobil-Veteranen-Club e. V. (DAVC) Mitglied in der FIVA. Aus Deutschland werden damit mehr als 125.000 Oldtimer-Fahrer bei der FIVA repräsentiert.
Das Präsidium der FIVA vergibt in den jeweiligen Ländern immer einem Mitgliedsverband den sogenannten ANF-Status (Autorité Nationale de la FIVA). Mit dem Beschluss des FIVA-Präsidiums vom 12. April 2008 hat in Deutschland die ADAC Oldtimer-Sektion diesen ANF-Status. Zuvor hatte der DEUVET diesen Status inne.
Vertretung für Österreich ist der Österreichische Motor Veteranen Verband (ÖMVV) und für die Schweiz die Federation Suisse des Vehicules Anciens (FSVA). In Liechtenstein ist der Motor-Veteranen-Club-Liechtenstein als ANF eingetragen. Eine komplette Übersicht der jeweiligen ANF's findet sich auf der Internetseite der FIVA.
Auch in China, dem wichtigsten Automobilmarkt der Welt, konnte eine FIVA-Vertretung gewonnen werden, die CVUC Classic Vehicle Union of China.

## Ziele
Zu den Zielen der FIVA gehören:
- Die Förderung weltweiter Freundschaft und gegenseitiges Verständnis durch Unterstützung und Mithilfe in Anlässen für historische Fahrzeuge.
- Vereinigung möglichst vieler Enthusiasten weltweit. Stand Januar 2023 sind es bereits über eineinhalb Millionen Mitglieder aus über 75 Ländern.
- Erhaltung eines wichtigen Teil unserer Industriegeschichte durch die Verteidigung des Rechtes, historische Fahrzeuge weltweit auf öffentlichen Straßen zu fahren.

## Kommissionen
Innerhalb des Oldtimer-Weltverbands existieren verschiedene Kommissionen und Arbeitsgruppen, die sich im Sinne der Zielsetzung der FIVA mit konkreten Aufgaben und Themenfeldern im Bereich der historischen Fahrzeuge befassen.
Dies sind folgende Kommissionen:
- Legislation Commission
- Technical Commission
- Events Commission
- Motorcycle Commission
- Utilitarian Commission

## Oldtimer Studie
In den Jahren 2005 und 2006 hat die FIVA eine Studie zum Thema Oldtimer durchgeführt. Das Ergebnis der Studie zeigt auf, dass das Thema historische Fahrzeuge weltweit auch einen großen Wirtschaftsfaktor darstellt. In diesem Bereich werden Milliarden-Umsätze gemacht und viele tausend Arbeitsplätze sind von diesem Wirtschaftszweig abhängig. Die wichtigsten Zahlen aus der Studie, die Ende 2006 veröffentlicht wurde:
1. Wirtschaftsfaktor
  - Im Bereich der historischen Fahrzeuge werden in Europa jährlich 16 Milliarden Euro umgesetzt.
  - Der Exporthandel schlägt mit über 3 Milliarden Euro zu Buche.
  - Die Mitglieder der verschiedenen Clubs gaben über 4,9 Milliarden Euro für Versicherung, den Kauf von historischen Fahrzeugen, Kraftstoff, Wartung und oldtimerbezogenen Produkten und Leistungen (Zeitschriften, Bücher, Kleidung usw.) aus.
  - 12,4 Millionen Euro gaben historische Fahrzeugclubs für den Druck und Vertrieb ihrer Club-Publikationen aus.
  - Insgesamt beliefen sich die Clubausgaben auf etwa 39 Millionen Euro.
2. Beschäftigung und Stabilität
  - Die Oldtimer-Bewegung sichert über 55.000 Menschen in der EU voll oder teilweise ihren Lebensunterhalt.
  - Die Leistungen für die Oldtimer-Bewegung werden zu 67 % von Unternehmen erbracht, die länger als 10 Jahre bestehen.
  - 43 % der 9.000 Betriebe und Geschäfte in der Oldtimer-Branche planen Neueinstellungen in den nächsten drei Jahren.
  - Der Anteil der Ausbildungsbetriebe liegt bei 22 %.
3. Zahl und Gebrauch der Fahrzeuge
  - EU weit beläuft sich der historische Fahrzeugbestand auf 1,95 Millionen Fahrzeuge.
  - Von diesen historischen Fahrzeugen sind ca. 1,5 Millionen verkehrstauglich und zugelassen.
  - 83 % aller historischen Fahrzeuge werden weniger als dreimal pro Woche benutzt.
  - 71 % aller historischen Fahrzeuge weisen eine geringere Fahrleistung als 1.500 km im Jahr der Befragung auf.
  - Historische Fahrzeuge haben zusammengefasst 1,4 Milliarden km zurückgelegt. Das macht nur 0,7 % der Laufleistung moderner Fahrzeuge (2,2 Billionen km) aus.
4. Kulturelles und gesellschaftliches Engagement
  - 29 % der Fahrzeugeigentümer haben ein Einkommen von weniger als 30.000 Euro pro Jahr.
  - 49 % der Besitzer historischer Fahrzeuge sind zwischen 41 und 60 Jahre alt.
  - 78 % der historischen Fahrzeuge haben einen Wert von weniger als 15.000 Euro
  - Die FIVA zählt insgesamt 765.000 Mitglieder, die in den europäischen Clubs organisiert sind.
  - Jährlich besuchen über 75 Millionen Menschen die 700 in der EU vorhandenen Verkehrsmuseen.

Quelle: ADAC
Die vollständige Untersuchung ist in englischer und französischer Sprache im Internetauftritt des Oldtimer-Weltverbandes FIVA hinterlegt.

## Festlegungen durch die FIVA

### Oldtimer-Definition
Auf ihrer Generalversammlung am 25. Oktober 2008 hat die FIVA die neue Definition für historische Fahrzeuge verabschiedet.
| englischer Originaltext: A historic vehicle is a mechanically propelled road vehicle - which is at least 30 years old, - which is preserved and maintained in a historically correct condition, - which is not used as a means of daily transport and - and which is therefore a part of our technical and cultural heritage. | Die ADAC Oldtimer-Sektion hat diese Definition wie folgt übersetzt: Ein historisches Fahrzeug ist ein mechanisch angetriebenes Fahrzeug - das mindestens 30 Jahre alt ist, - das in einem historisch korrekten Zustand erhalten und gewartet wird, - dessen Nutzung nicht auf täglichen Transport ausgerichtet ist und - wegen seines technischen und historischen Wertes bewahrt wird. |

### Baujahr-Klassifizierungen
| Klasse | Baujahr                                                                                            | Bezeichnung  |
| ------ | -------------------------------------------------------------------------------------------------- | ------------ |
| A      | bis 31.12.1904                                                                                     | Ancestor     |
| B      | 01.01.1905 bis 31.12.1918                                                                          | Veteran      |
| C      | 01.01.1919 bis 31.12.1930                                                                          | Vintage      |
| D      | 01.01.1931 bis 31.12.1945                                                                          | Post Vintage |
| E      | 01.01.1946 bis 31.12.1960                                                                          | Post War     |
| F      | 01.01.1961 bis 31.12.1970                                                                          |              |
| G      | 01.01.1971 bis Fahrzeugalter mind. 30 Jahre (gültig ab 2010) mit Revision des FIVA Technical Codes |              |

## Mitgliederentwicklung
Die FIVA erhält weltweit einen immer größeren Stellenwert in der Oldtimer-Szene. Viele Clubs und Verbände unterstützen die Ziele der FIVA und haben sich verstärkt in den letzten Jahren an den Oldtimer-Weltverband angeschlossen. Somit ist die Anzahl der von der FIVA repräsentierten Oldtimer-Fahrer im Jahre 2013 in 64 Ländern auf über eineinhalb Millionen Mitglieder gewachsen. Die offiziellen Mitgliederzahlen lauten wie folgt:
| Jahr | Anzahl Mitglieder |
| ---- | ----------------- |
| 2007 | 750.000           |
| 2008 | 1.000.000         |
| 2013 | 1.500.000         |

## Liste der FIVA-Mitgliedsorganisationen
Für jeden Staat, in welchem FIVA-Mitglieder vorhanden sind, benennt die FIVA einen Oldtimer-Club als autorisierten nationalen FIVA-Vertreter vor Ort, der dann den Status als „Authorised National Federation“ (ANF) innehat. Dieser jeweilige ANF-Club vertritt  somit die FIVA und die Interessen der Liebhaber historischer Fahrzeuge in diesem Land. Auf diese Weise sind Stand Januar 2023 mehr als 75 Nationen mit über 100 Mitgliedsorganisationen unter dem Dach der FIVA vertreten.
| Staat                        | Flagge                       | Mitglied |
| ---------------------------- | ---------------------------- | --- |
| Ägypten                      | Agypten                      | ANF: Automobile and Touring Club of Egypt ATCE Classic Car Chamber                                                               |
| Andorra                      | Andorra                      | ANF: Associació Andorrana de Vehicles Antics (AAVA)                                                                              |
| Argentinien                  | Argentinien                  | ANF: Club de Automóviles Clásicos                                                                                                |
| Argentinien                  | Argentinien                  | Club de Automóviles Sport de la Argentina                                                                                        |
| Australien                   | Australien                   | ANF: The Association of Veteran Car Clubs in Australia                                                                           |
| Belgien                      | Belgien                      | ANF: BEHVA – Belgian Historic Vehicle Association                                                                                |
| Belgien                      | Belgien                      | Historical Vehicle Club of Belgium                                                                                               |
| Belgien                      | Belgien                      | Retromobile Club de Spa |
| Bosnien und Herzegowina      | Bosnien und Herzegowina      | Oldtimer Club Mostar |
| Bosnien und Herzegowina      | Bosnien und Herzegowina      | Old Timer Klub Sarajevo |
| Bosnien und Herzegowina      | Bosnien und Herzegowina      | Old Timer Union in Bosnia and Herzegovina                                                                                        |
| Brasilien                    | Brasilien                    | ANF: Federação Brasileira de Veículos Antigos (FBVA)                                                                             |
| Bulgarien                    | Bulgarien                    | ANF: Bulgarian Automobile Club Retro Antigos                                                                                     |
| Chile                        | Chile                        | ANF: Club de Automoviles Antiquos de Chile (CAACH)                                                                               |
| China                        | China Volksrepublik          | ANF: Classic Vehicle Union of China                                                                                              |
| China                        | China Volksrepublik          | Federation of Classic Cars China                                                                                                 |
| Dänemark                     | Danemark                     | ANF: Motorhistorisk Samråd |
| Deutschland                  | Deutschland                  | ANF: ADAC e. V. Klassik |
| Deutschland                  | Deutschland                  | Allgemeiner Schnauferl-Club e. V. (ASC)                                                                                          |
| Deutschland                  | Deutschland                  | Automobilclub von Deutschland e. V. (AvD)                                                                                        |
| Deutschland                  | Deutschland                  | Deutscher Automobil Veteranen Club (D.A.V.C.)                                                                                    |
| Ecuador                      | Ecuador                      | ANF: Automovil Club del Ecuador                                                                                                  |
| Estland                      | Estland                      | ANF: Estonian Association of Historic Vehicle Clubs                                                                              |
| Finnland                     | Finnland                     | ANF: The Historical Vehicle Association of Finland (SAHK)                                                                        |
| Finnland                     | Finnland                     | The Vintage Motorcycle Club of Finland (Veteraanimoottoripyöräklubi VMPK)                                                        |
| Frankreich                   | Frankreich                   | ANF: Fédération Française des Véhicules d’Époque (FFVE)                                                                          |
| Georgien                     | Georgien                     | ANF: Georgian Historic Vehicles Association                                                                                      |
| Gibraltar                    | Gibraltar                    | ANF: Gibraltar Classic Vehicles Association                                                                                      |
| Griechenland                 | Griechenland                 | ANF: Federation Hellenique FILPA                                                                                                 |
| Griechenland                 | Griechenland                 | PHILPA, The Antique Car Club of Greece                                                                                           |
| Griechenland                 | Griechenland                 | Historic and Classic Car Club of Greece – SISPA Club                                                                             |
| Griechenland                 | Griechenland                 | Fédération Hellénique Véhicules d’Époque – FHVE (EOOE)                                                                           |
| Griechenland                 | Griechenland                 | Hellenic Classic Motorcycle Club                                                                                                 |
| Hongkong                     | Hongkong                     | ANF: The Vintage Vehicles Club Hong Kong                                                                                         |
| Indien                       | Indien                       | ANF: Federation of Historic Vehicles India – FHVI                                                                                |
| Iran                         | Iran                         | ANF: Historical Vehicle Association of Iran (HVAI)                                                                               |
| Irland                       | Irland                       | ANF: Irish Veteran and Vintage Car Club Ltd.                                                                                     |
| Israel                       | Israel                       | ANF: The 5 Club – Israel Classic & Collectible Vehicle Club (ICCVC)                                                              |
| Italien                      | Italien                      | ANF: Automotoclub Storico Italiano (ASI)...                                                                                      |
| Italien                      | Italien                      | Associazione Italiana Automotoveicoli Classici (A.I.A.C.)                                                                        |
| Italien                      | Italien                      | Assocciazone Amatori Veiloci Storici (A.A.V.S.)                                                                                  |
| Japan                        | Japan                        | ANF: Classic Car Club of Japan – CCCJ                                                                                            |
| Japan                        | Japan                        | Veteran Car Club of Tokyo |
| Jordanien                    | Jordanien                    | ANF: Royal Automobile Club of Jordan                                                                                             |
| Kanada                       | Kanada                       | ANF: Historic Vehicle Association                                                                                                |
| Kolumbien                    | Kolumbien                    | ANF: Touring & Automovil Club de Colombia                                                                                        |
| Kosovo                       |                              | ANF: Oldtimerclub Prizren Kosovo                                                                                                 |
| Kroatien                     | Kroatien                     | ANF: Croatian Oldtimer Association                                                                                               |
| Kroatien                     | Kroatien                     | Croatian Vintage Vehicles Owners Association (HAVAP)                                                                             |
| Kuwait                       | Kuwait                       | ANF: Historical, Vintage & Classic Car Museum                                                                                    |
| Lettland                     | Lettland                     | ANF: The Antique Automobile Club of Latvia                                                                                       |
| Libanon                      | Libanon                      | ANF: Automobil & Touring Club du Liban                                                                                           |
| Libyen                       | Libyen                       | ANF: Tripoli Classic Cars Club                                                                                                   |
| Liechtenstein                | Liechtenstein                | ANF: Motor Veteranen Club Liechtenstein                                                                                          |
| Litauen                      | Litauen                      | ANF: Lithuanian Association for Preservation of Historic Vehicles “Retromobile”                                                  |
| Luxemburg                    | Luxemburg                    | ANF: Lëtzebuerger Oldtimer Féderatioun (LOF a.s.b.l.)                                                                            |
| Macau                        | Macau                        | ANF: Automobile General Association Macao-China                                                                                  |
| Malaysia & Singapur          | Malaysia Singapur            | ANF: Malaysia and Singapore Vintage Car Register (MSVCR)                                                                         |
| Malta                        | Malta                        | ANF: Federazzjoni Maltija Vetturi Antiki (FMVA)                                                                                  |
| Marokko                      | Marokko                      | ANF: Fédération Royale Marocaine des Véhicules d’Époque                                                                          |
| Mexiko                       | Mexiko                       | ANF: Federación Mexicana de Automóviles Antiguos y de Colección A.C.                                                             |
| Moldau                       | Moldau Republik              | ANF: Association Retromobile Moldova                                                                                             |
| Monaco                       | Monaco                       | ANF: Automobile Club de Monaco                                                                                                   |
| Nepal                        | Nepal                        | ANF: Vintage & Classic Motor Inc. Nepal (aus administrativen Gründen suspendiertes Mitglied)                                     |
| Neuseeland                   | Neuseeland                   | ANF: The Vintage Car Club of New Zealand (INC)                                                                                   |
| Niederlande                  | Königreich der Niederlande   | ANF: Federatie Historische Automobiel- en Motorfietsclubs (FEHAC)                                                                |
| Nordmazedonien               | Nordmazedonien               | ANF: Federation of Historical Vehicles of North Macedonia                                                                        |
| Norwegen                     | Norwegen                     | ANF: Norwegian Federation of Historic Vehicle Clubs (LMK)                                                                        |
| Österreich                   | Osterreich                   | ANF: Österreichischer Motor-Veteranen-Verband (ÖMVV)                                                                             |
| Pakistan                     | Pakistan                     | ANF: The Vintage & Classic Car Club of Pakistan                                                                                  |
| Paraguay                     | Paraguay                     | ANF: Club de Vehículos Antiguos del Paraguay                                                                                     |
| Peru                         | Peru                         | ANF: Club del Automovil Antiquo del Peru – CAAP                                                                                  |
| Polen                        | Polen                        | ANF: Polski Zwiazek Motorowy |
| Portugal                     | Portugal                     | ANF: Clube Portugues de Automoveis Antigos                                                                                       |
| Rumänien                     | Rumänien                     | ANF: Retromobil Club Romania |
| Russland                     | Russland                     | ANF: Nasledye |
| San Marino                   | San Marino                   | ANF: Automobile Club San Marino                                                                                                  |
| Saudi-Arabien                | Saudi-Arabien                | ANF: Saudi Automobile and Motorcycle Federation                                                                                  |
| Schweden                     | Schweden                     | ANF: Motorhistoriska Riksforbundet (MHRF)                                                                                        |
| Schweiz                      | Schweiz                      | ANF: Swiss Historic Vehicle Federation – SHVF                                                                                    |
| Schweiz                      | Schweiz                      | Veteran Car Club Suisse Romand                                                                                                   |
| Schweiz                      | Schweiz                      | Schweizer Motor Veteranen Club (SMVC)                                                                                            |
| Serbien                      | Serbien                      | ANF: Serbian Federation for Historical Vehicles (SFHV)                                                                           |
| Slowakei                     | Slowakei                     | ANF: Association of Collectors of Historical Vehicles in the Slovak Republic. (Z.Z.H.V.S.R.)                                     |
| Slowenien                    | Slowenien                    | ANF: Zveza Slovenskih Drustev Ljubiteljev Starodobnih Vozil (SVS)                                                                |
| Slowenien                    | Slowenien                    | Slovenska Veteranska Auto Moto Zveza (SVAMZ)                                                                                     |
| Spanien                      | Spanien                      | ANF: Federación Española de Vehículos Antiguos – FEVA                                                                            |
| Spanien                      | Spanien                      | Amigos de los Coches Veteranos                                                                                                   |
| Spanien                      | Spanien                      | Unión Española de Clubs de Automoviles Antoguos                                                                                  |
| Sri Lanka                    | Sri Lanka                    | ANF: Classic Car Club of Ceylon                                                                                                  |
| Südafrika                    | Sudafrika                    | ANF: Southern African Veteran & Vintage Association / Veteraan Motorvereniging vir Suider Afrika                                 |
| Syrien                       | Syrien                       | ANF: Classic Car Club of Syria (3CS)                                                                                             |
| Thailand                     | Thailand                     | ANF: Vintage Car Club of Thailand                                                                                                |
| Tschechien                   | Tschechien                   | ANF: FKHV ČR – Federace klubů historických vozidel České republiky z.s. (Federation of Historic Vehicle Clubs of Czech Republic) |
| Tschechien                   | Tschechien                   | Associace Veteran Car Clubu ACCR (AVCC ACCR)                                                                                     |
| Türkei                       | Turkei                       | ANF: Klasik Otomobil Kulübü |
| Ukraine                      | Ukraine                      | ANF: Ukrainian Automobile Club (UAC)                                                                                             |
| Ungarn                       | Ungarn                       | ANF: Magyar Veteránjárművesek Szövetsége – MAVAMSZ                                                                               |
| Uruguay                      | Uruguay                      | ANF: Montevideo Classic Car Club                                                                                                 |
| Vereinigte Arabische Emirate | Vereinigte Arabische Emirate | ANF: EMSO – Emirates Motorsports Organization                                                                                    |
| Vereinigte Staaten           | Vereinigte Staaten           | ANF: Historic Vehicle Association                                                                                                |
| Vereinigtes Königreich       | Vereinigtes Konigreich       | ANF: Federation of British Historic Vehicle Clubs (FBHVC)                                                                        |
| Zypern                       | Zypern Republik              | ANF: Cyprus Federation of Classic Vehicles (OKAK)                                                                                |
| Zypern                       | Zypern Republik              | LESPA-FIPA (The Antique Car Club of Cyprus)                                                                                      |

## Bisherige Präsidenten
- 1966–1972 Comte Bernard de Lassée (Frankreich), Gründungspräsident
- 1972–1977 Phillip Mann (Großbritannien; † 2020)[5]
- 1977–1980 Luis Cascante Davila (Spanien; † 2008)[6]
- 1980–1983 Lord Montagu of Beaulieu (Großbritannien; † 2015)[7]
- 1983–1996 Kraft zu Hohenlohe-Langenburg (Deutschland; † 2004)[8]
- 1996–2001 Francesco Guasti (Italien)[9]
- 2001–2007 Michel de Thomasson (Frankreich; † 2022)[10]
- 2007–2013 Horst Brüning (Schweden; † 2020)[11]
- 2013–2019 Patrick Rollet (Frankreich)[12]
- seit 2019 Tiddo Bresters (Niederlande)[13]

## Ehrenmitglieder
Die FIVA hat folgende Personen als Ehrenmitglieder ernannt:
- Comte Bernard de Lassée (F) †
- Peter Halter †
- John Rowley †
- Jules Stekelorum †
- Nicolas Franco †
- Hans Koch †
- Paul Heinz Röhl †
- Conte Giovanni Lurani-Cernuschi †
- John C. Thompson †
- Phillip A. Mann (GB) †
- Georges Cots
- Luis Cascante Davila (E) †
- Edward Lord Montagu of Beaulieu (GB) †
- Kraft zu Hohenlohe-Langenburg (D) †
- Francesco Guasti (I)
- Michel de Thomasson (F) †
- Claude Delagneau (F)
- Rainer Hindrischedt (D)
- J.J.Dollemann (NL)
- Beatrice Müller-Wirth (CH)
- Andrew Burt
- Carlos Scoseria
- George Ioannides
- Eckart Freiherr von Lerchenfeld (D) †